# 万宝山事件

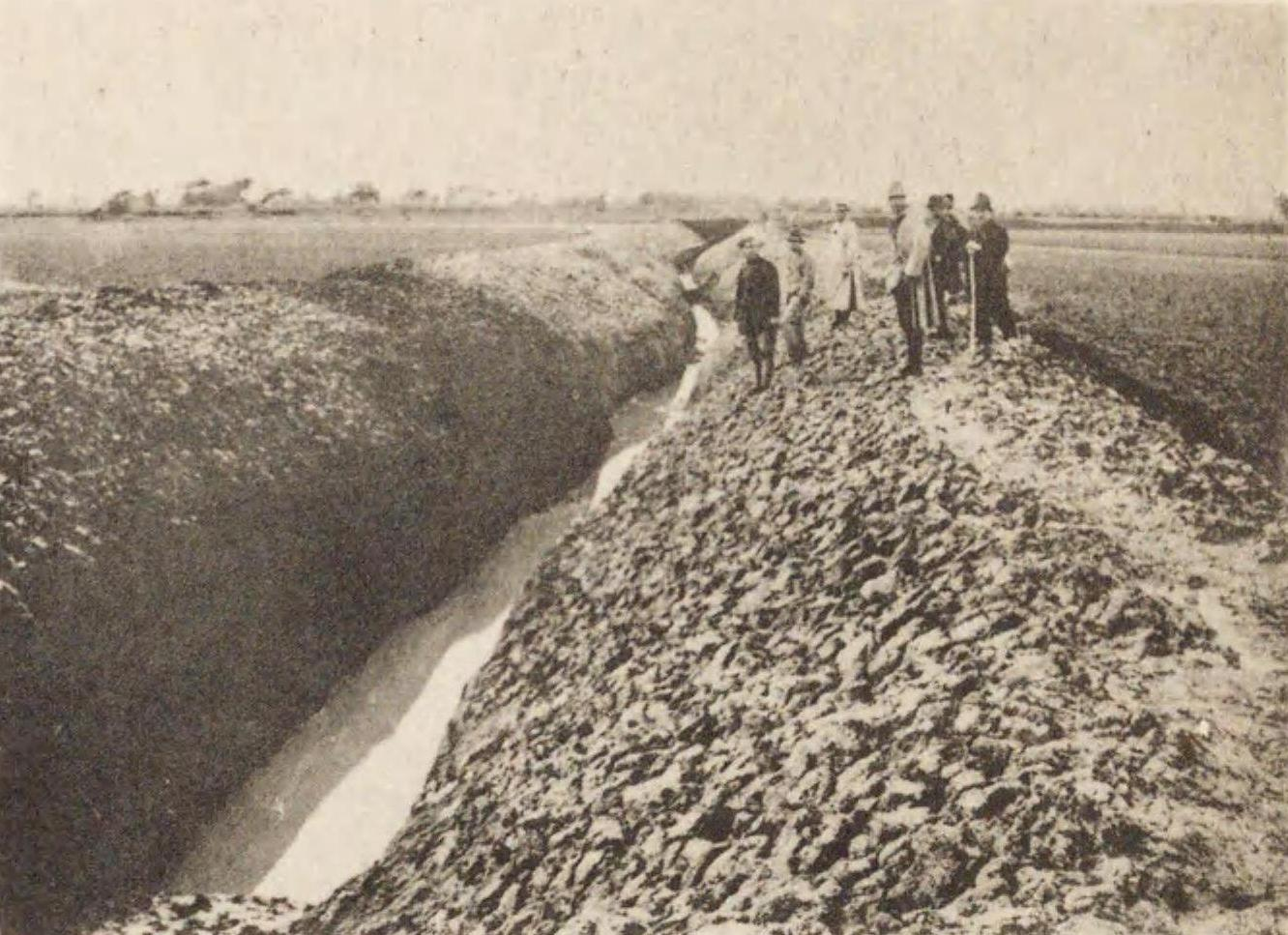
朝鲜人挖的引水渠

万宝山事件，是1931年九一八事变前，一宗引发中華民國南京國民政府与大日本帝國朝鮮總督府间冲突的事件。

## 背景與經過

### 租地爭執
1931年4月間，中華民國農民郝永德租得長春縣鄉三區萬寶山地方蕭翰林、張鴻賓等生熟荒地約500晌（每晌等於2,400公分步），租約最後一條訂明：如縣政府不准，該約仍作無效:117。成立长农稻田公司未经政府批准骗取万宝村附近12户农民的土地，并违法转租给李升薰等188名朝鲜人耕种水稻。这些朝鲜人开掘由馬家哨口至姜家窝堡止長達20里的水渠，截流筑坝。這一工程損害了當地53户農民熟地40餘垧，侵害了当地农户的利益。5月20日马家哨口200餘农民上告。吉林省政府第1273号《指令》批示：“朝侨未经我当局允许，擅入農村，有背公约，令县公署派员同當地警察，前往勸阻，令朝侨出境。”

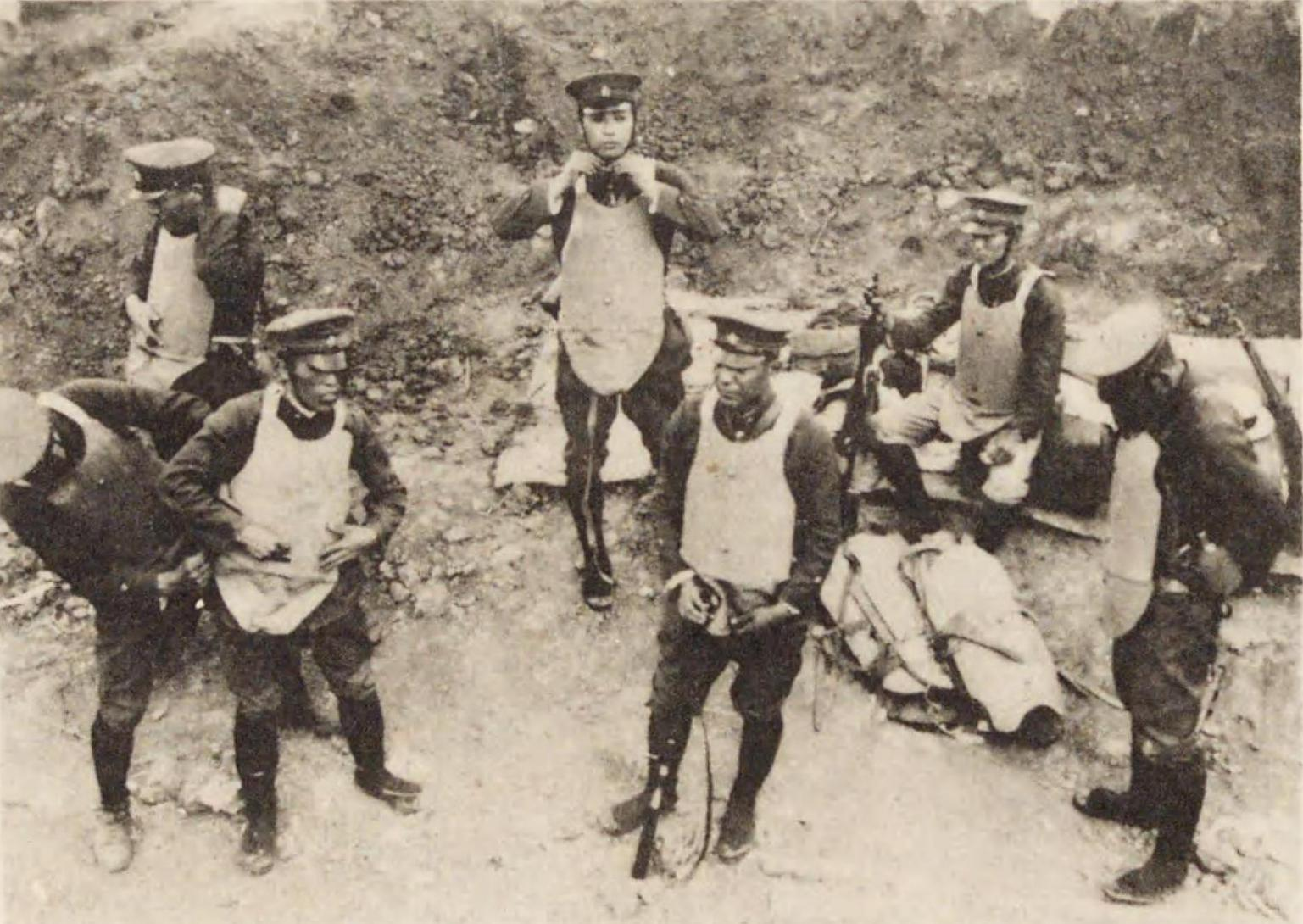
日本派遣的警察

朝鲜人随即准备撤走，事情本可结束之时，日本驻长春领事田代重德派遣日本警察到现场“保护朝鲜人”，制止朝鲜人撤走，且限令於7月5日前完成筑渠。7月1日，中国农民400余人联合起来平沟拆坝。7月2日，日本警察镇压平沟的中国农民，双方对峙，后日本增武装警察。在日本军警保护下，工程於7月5日完成。

### 制造假新聞與煽動暴力

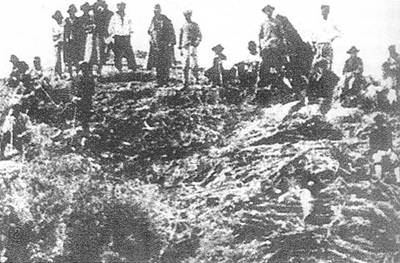
万宝山事件的冲突现场

同时，日本通过《朝鲜日报》记者金利三捏造假新闻，称200多朝鲜人在万宝山被杀，后又说被杀的朝鲜人数增加到800多，从而掀起朝鲜半岛大规模的排华活动。

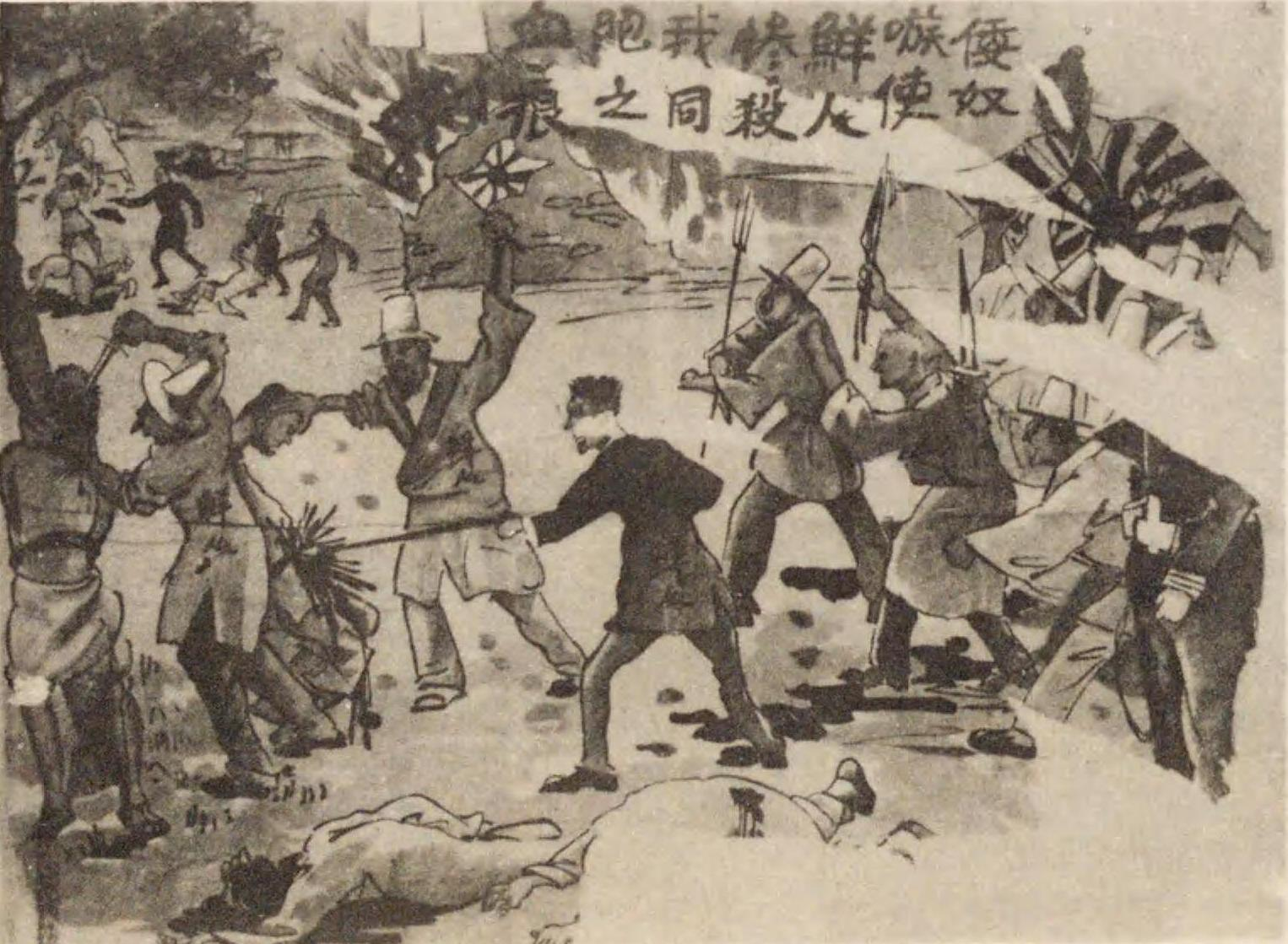
漫画 倭奴嗾使鮮人惨殺我同胞之血痕

日本大造舆论，致电朝鲜各报称中国当局驱逐朝鲜人，在万宝山中国农民屠杀朝鲜人等，7月3日，朝鲜仁川外里数十名朝鲜人向华侨开办的商店、理发馆投掷石块。中国驻仁川华侨事务所蒋主任到当地日本警察署交涉，要求制止，但报纸仍煽动反华情绪，朝鲜人到处撒传单开会聚众，晚8时，两三千朝鲜人见华侨就打，除一条中国街外所有华侨商店、菜园等均被捣毁。7月4日晚9时左右，朝鲜人于外里呜锣聚众，5000人手持木棒、铁棍、刀斧到处袭击。晚9時30分在京城府外新堂里100余名朝鮮人与40名中国人衝突、朝鮮人1名死亡中国人1名重傷，中国人住宅被纵火，7月5日为止，仁川华侨被杀3人，伤二三十人，财产损失日金9万多元。 7月5日晚7时，平壤朝鲜人手持棍棒、刀斧、石块等袭击华侨，打砸抢烧杀。7月9日统计，平壤华侨死109人，傷163人，失踪63人，损失财物日金254.5万元。
随后釜山、元山、新义州等地也出现针对华侨的打砸抢烧。许多华侨越境回国，到7月10日达4,500人，7月底超过全朝鲜华侨三分之一回国。这些华侨皆头破血出，身无长物。中国报刊抨击日本人唆使朝鲜人袭击中国人，并画了漫画。7月11日万宝山完成通水。田代重德領事称「鮮農五十余名欢喜連呼万歳，我等永久死守该地」。

### 事後
朝鲜华侨共计被杀142人，伤546人，失踪91人，财产损失无数。7月14日，金利三在《吉长日报》上发表“谢罪声明书”，且承认自己捏造了假新闻，并指出是受日本领事馆愚弄。日本阴谋败露，派出日本警察署朝鲜族巡捕朴昌厦，暗杀金利三灭口。
中日政府为此事进行了12次交涉谈判，但当地农民权益并未得到补偿，7月23日蒋介石发表告全國同胞一致安內攘外書，称“粵桂倡亂，石友三叛變，暨赤匪肆虐，以及朝鮮僑胞之慘案，四者互為因果。叛徒軍閥，唯恐赤匪之肅清也，乃出兵以援之，叛變以應之。帝國主義者唯恐軍閥之消滅，中國之統一也，乃惹起外交糾紛，以牽制之。”后九一八事变发生。

## 日本政府的万宝山事件機密資料

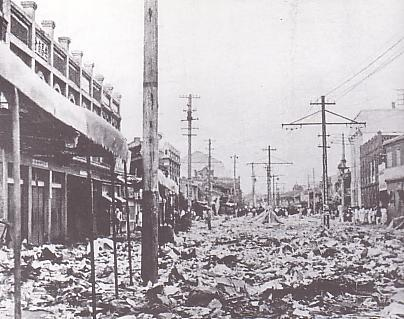
平壤排斥中国人暴動

- 7月5日 在平壤華人 被杀 37人 打伤93人 [6]
- 7月7日 在元山華人 被杀 1人 打伤10多人 商店破壞 10多戶 [7]
- 亜細亜歷史資料中心（页面存档备份，存于）

題"万宝山農場事件"的分類番号
| B02030167000 表紙 １照片   | B02030167100 1頁-33頁 照片 | B02030167200 1頁-22頁 照片 | B02030167300 1頁-17頁 照片    |
| B02030167400 1頁-41頁 照片 | B02030167500 1頁-26頁 照片 | B02030167600 1頁-32頁 照片 | B02030167700 1頁-32頁 照片    |
| B02030167800 1頁-29頁 照片 | B02030167900 1頁-29頁 照片 | B02030168000 1頁-26頁 照片 | [ 朝鮮被難華僑報告書（中文）] |

## 日方观点
日本一直认为这一事件是偶发性事件，将其作为个案看待，否认与其他中日冲突有关。

## 事后

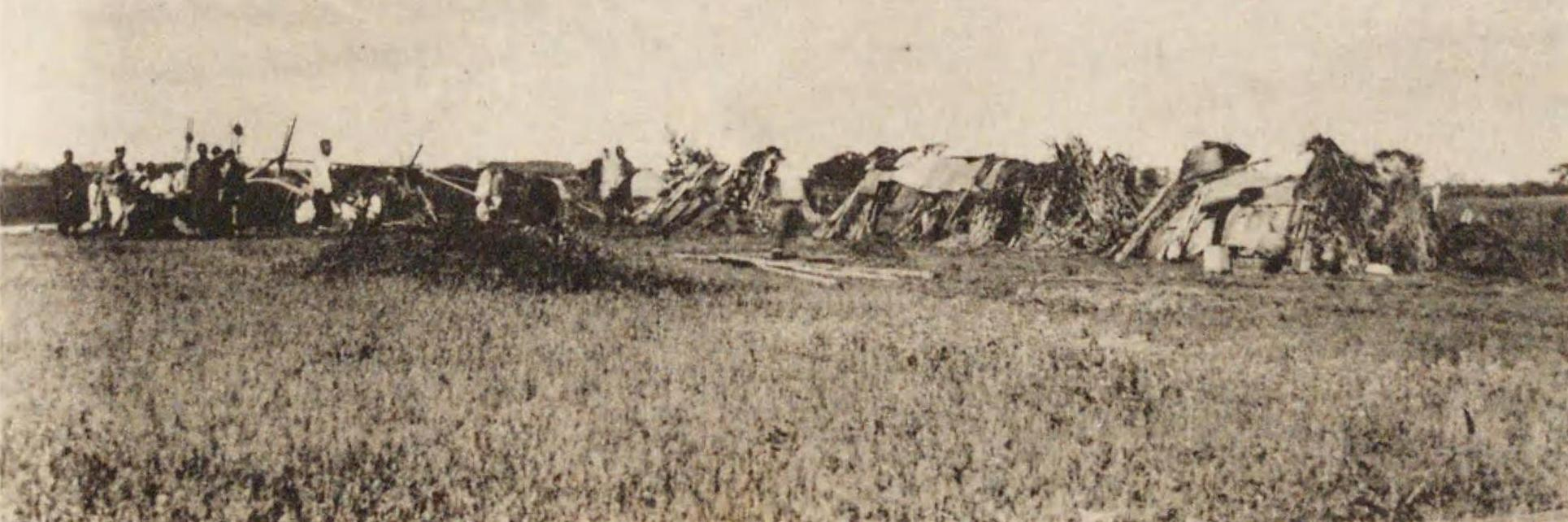
万宝山鮮人農民部落

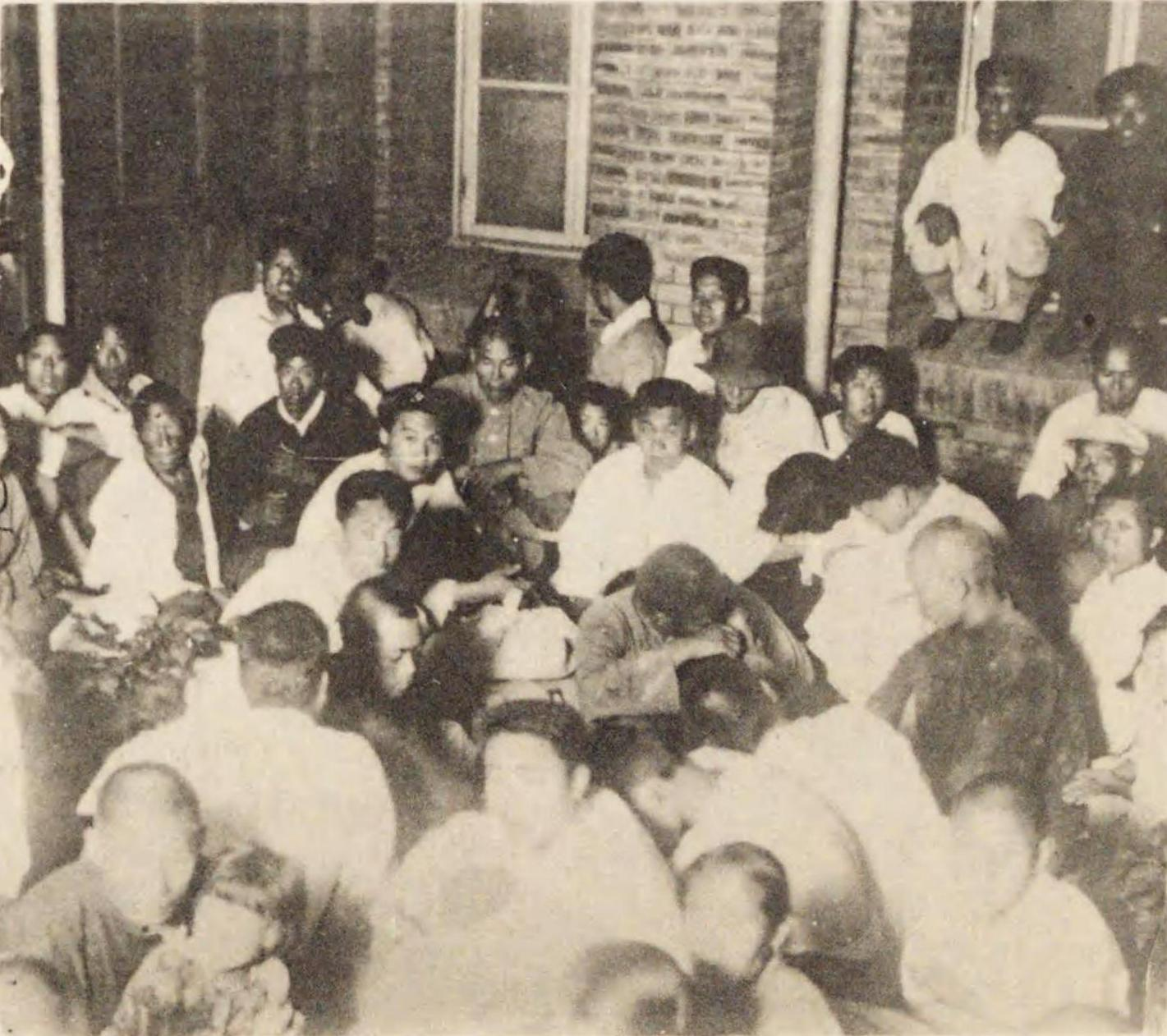
日本警察保护朝鲜人

事后在满洲的朝鮮人受中国人报复，逃往铁道沿線避難。直至北满水灾。

### 避難民概数
1932年(昭和7年)11月朝鮮总督府派遣員推定。
| 地域          | 避難民概数 |
| ------------- | ---------- |
| 哈爾賓 (水害) | 4,000      |
| 哈爾賓 (匪害) | 2,000      |
| 鉄嶺 (匪害)   | 600        |
| 開原 (匪害)   | 1,200      |
| 四平街 (匪害) | 800        |
| 新京 (匪害)   | 800        |
| 安東 (匪害)   | 1,600      |
| 吉林 (匪害)   | 2,200      |
| 盤石 (匪害)   | 1,200      |
| 蚊河 (匪害)   | 1,300      |
| 敦化 (匪害)   | 1,500      |
| 奉天 (匪害)   | 4,000      |
| 撫順 (匪害)   | 3,000      |
| 山城鎮 (匪害) | 9,000      |

## 参看
- 中村事件
- 柳条湖事件
- 九一八事变
- 萬寶山事件紀念碑
- 朝鲜排华事件